# استراکون

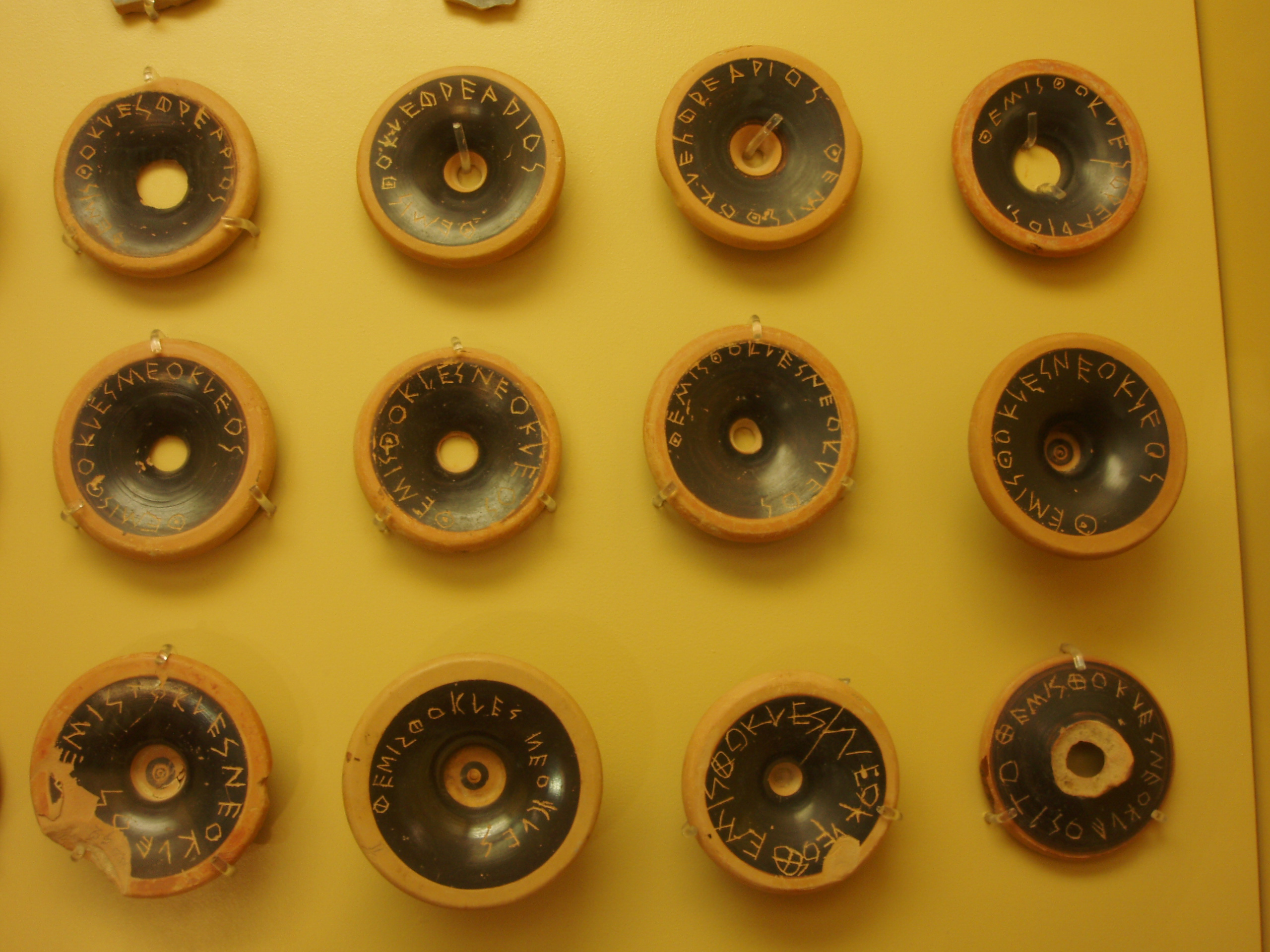
استراکون رأی‌گیری که بر آن عبارت استراسیزم درج شده

اُستراکون (یونانی باستان: ὄστρακον) تکه‌های سفالی، اغلب بخشی از گلدان‌ها و بشقاب‌های شکسته سفال، بودند. در باستان‌شناسی و کتیبه‌شناسی به سنگ‌ها یا سفال‌هایی که روی آن‌ها عبارتی حک شده‌باشد، اُستراکون می‌گویند. یونانیان باستان از تکه‌های ظروف سفالی ارزان‌قیمت برای حک کردن نوشته‌ها استفاده می‌کردند. اغلب نوشته‌ها تک‌کلمه‌ای و کوتاه هستند ولی برخی استراکون‌ها گاه دارای نوشته‌های طولانی هم هستند. در اککلسیا (مجمع عمومی) رای‌گیری‌های برگزار می‌شد تا مشخص شود چه کسی باید طبق قانون استراسیزم از شهر اخراج شود. مردم در این رای‌گیری‌ها، نام شخص مورد نظر را بر روی استراکون می‌نوشتند. این تکه‌سفال‌ها در تمدن مصر باستان نیز کاربرد داشتند.